# Emil Christian Hansen

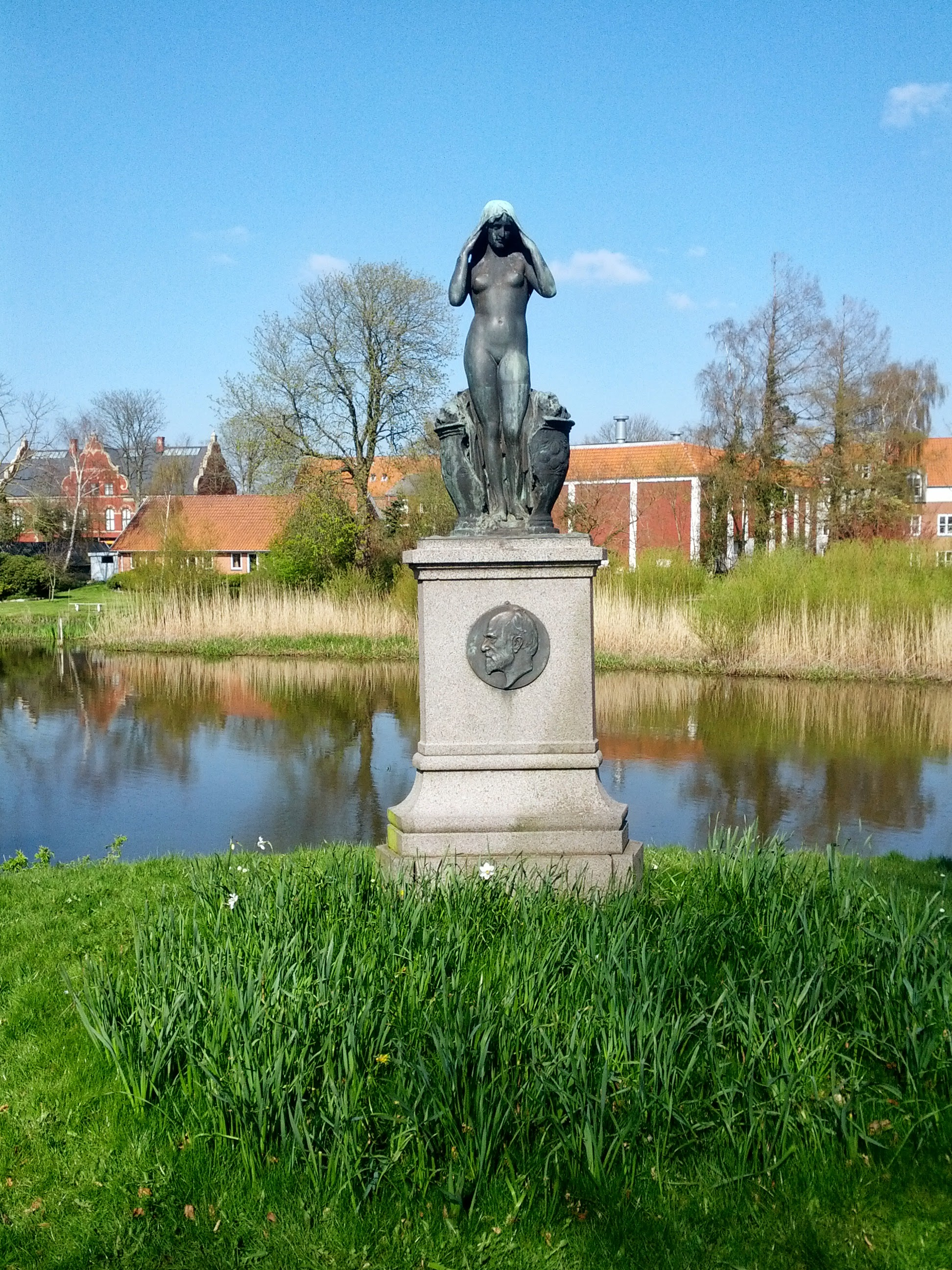
Monument in Ribe voor Emil Christian Hansen, grondlegger van de moderne gistcultivering

Emil Christian Hansen (Ribe, 8 mei 1842 - Hornbæk 27 augustus 1909) was een Deens microbioloog, gespecialiseerd in mycologie en fermentatie.

## Biografie
Emil Christian Hansen werd in 1842 geboren in Ribe (Jutland), als zoon van de huisschilder Joseph Christian Hansen en Ane Dyhre. Het gezin was groot en arm en het was de bedoeling dat hij in de voetsporen van zijn vader zou treden.
Hansen werd in 1862 privéleraar op het landgoed van Holsteinborg, met de bedoeling om leraar te worden. Tijdens zijn verblijf in Holsteinborg wekte de botanicus Peder Nielsen, op dat moment schoolmeester in Ørslev, de belangstelling van Hansen voor de plantkunde en gaf hem emotionele en financiële steun. Van 1866 tot 1869 volgde hij een driejarige cursus aan de universiteit van Kopenhagen en financierde zijn studies door het schrijven van boeken. De volgende twee jaar onderwees hij natuurwetenschappen en vanaf 1871 werkte hij als privé-assistent bij de zoöloog Japetus Steenstrup (1813–1897).
In 1876 kreeg hij een gouden medaille voor zijn essay over fungi getiteld De danske gjødningssvampe (fungi fimicoli danici). In 1876 publiceerde hij samen met Alfred Jørgensen (1848–1925) Rejse om Jorden, de Deense vertaling van het boek De reis van de Beagle van Charles Darwin. In datzelfde jaar publiceerde hij verschillende studies over schimmels. Hansen studeerde vervolgens "gisting" aan het fysiologisch laboratorium van de Universiteit van Kopenhagen. Op 1 juli 1878 kreeg hij een baan in het laboratorium van brouwerij Carlsberg waar Hansen zijn microscopische studies van bier startte.
Van 1879 tot 1909 was Hansen directeur van de fysiologische afdeling van brouwerij Carlsberg. In dienst van het laboratorium van Carslberg in Kopenhagen, ontdekte hij dat gist bestond uit verschillende soorten schimmels en dat een gistcultuur kon worden gecultiveerd. Hij isoleerde een pure gistcel en na deze te combineren met een suikeroplossing, produceerde deze meer gist. Hij beschreef een van de gisten die gebruikt werd in lagerbieren als Saccharomyces carlsbergensis, een naam die nog in veel wetenschappelijke publicaties gebruikt wordt. Deze gist was echter voorheen al gekend onder de naam Saccharomyces pastorianus. Tussen 1881 en 1908 publiceerde Hansen dertien papers onder de algemene titel "Undersøgelser dan Alkohol Gjaersvampenes Fysiologi og Morfologie", die vele essentiële bijdragen aan de kennis van de Saccharomycetes verstrekten.

## Publicaties
- De danske gjødningssvampe (fungi fimicoli danici) (1876)
- Organismer i øl og ølurt : botaniske undersøgelser (1879, proefschrift)
- Undersøgelser dan Alkohol Gjaersvampenes Fysiologi og Morfologie (1881-1908, 13 publicaties)